# Islas Vírgenes de los Estados Unidos en los Juegos Olímpicos de Tokio 2020
Las Islas Vírgenes de los Estados Unidos estuvieron representadas en los Juegos Olímpicos de Tokio 2020 por cuatro deportistas, tres hombres y una mujer, que compitieron en tres deportes.
Los portadores de la bandera en la ceremonia de apertura fueron los nadadores Adriel Sanes y Natalia Kuipers. El equipo olímpico no obtuvo ninguna medalla en estos Juegos.